# ديفيد سميث (لاعب اتحاد الرغبي ساموي)
ديفيد سميث (بالإنجليزية: David Smith)‏ هو لاعب اتحاد الرغبي نيوزيلندي وساموي، ولد في 12 أكتوبر 1986 في ساموا.

## وصلات خارجية
- دايفيد سميث عل موقع إسبنسكروم (الإنجليزية)
- دايفيد سميث على موقع ItsRugby.co.uk (الإنجليزية)